# Rohacziw
Rohacziw (ukr. Рогачів) – wieś na Ukrainie, w obwodzie żytomierskim, w rejonie baranowskim, nad Słuczą. W 2001 roku liczyła 1025 mieszkańców.
Pod koniec XIX w. miasteczko Rohaczów w powiecie z siedzibą w Nowogradzie Wołyńskim, w gminie Chulsk.